# Hans Eckstein (Publizist)
Hans Eckstein (* 31. Mai 1898 in Allendorf. An der Lumda; † 18. Oktober 1985) war ein deutscher Publizist, Designtheoretiker und Museumsleiter.

## Leben
Während des Ersten Weltkriegs wurde Eckstein als Soldat verwundet. Nach Kriegsende studierte er zunächst in Heidelberg, dann in München Nationalökonomie, Philosophie, Soziologie, Archäologie und Kunstgeschichte unter anderem bei Karl Jaspers, Heinrich Wölfflin und Paul Frankl. Danach war er als Publizist tätig und schrieb für Karl Schefflers Zeitschrift Kunst und Künstler. In den Jahren vor dem Zweiten Weltkrieg veröffentlichte er unter Pseudonym kritische Artikel über die Kulturpolitik und Architektur des Dritten Reichs in der Zeitschrift Das Werk, der Neuen Zürcher Zeitung und der National-Zeitung (Basel). Nach Kriegsende wurde er Kunstreferent der neu gegründeten Süddeutschen Zeitung, hielt Vorträge, schrieb Bücher und war im Deutschen Werkbund tätig. Eckstein organisierte bereits im Jahr 1946 eine Vortragsreihe des Menzelkreises zur „geistig-politischen Krise der Gegenwart“ an der Münchner Universität.
1948 gründete er den Diskussionskreis der Freunde des Neuen Bauens in München, der 1954 dann in die Arbeitsgruppe Neues Bauen im Deutschen Werkbund Bayern aufging. Ziel des Kreises war die gedankliche Auseinandersetzung mit neuen internationalen Strömungen des Bauens, aber auch der Dialog mit den konservativen Stadtplanern um Stadtbaurat Hans Högg wurde gesucht, wenn auch ohne Erfolg. Mitglieder waren unter anderem Alexander von Branca, Erik Braun, Herbert Groethuysen, Wolfgang Fuchs, Max Hoene, Gordon Ludwig, Hans Maurer, Theodor Müller, Sep Ruf, Jakob Semler, Gerd Wiegand und Werner Wirsing. Von 1955 bis 1964 leitete Eckstein das Museum Die Neue Sammlung in München.
In seiner Suche nach einer Übereinstimmung von Funktion und Form der Gegenstände und Gebäude nahm Eckstein nicht die 1920er Jahre als Ausgangspunkt, sondern verwies zum einen auf das 18. Jahrhundert, aber auch auf die Romanik als wichtige Vorbilder.
Eckstein war Mitglied der Association internationale des critiques d’art (AICA), des Deutschen Werkbunds, des Bauhaus-Archivs, der Max-Beckmann-Gesellschaft und der Société francaise d’archéologie.
Er wurde am 14. Mai 1965 mit dem Bayerischen Verdienstorden ausgezeichnet.
Anlässlich seines Todes schrieb Julius Posener in Die ZEIT: „Wir haben einen Mann verloren, wie es nur noch sehr wenige gibt. Die Welt wird ärmer.“
Hans Eckstein war verheiratet mit Erna Eckstein (* 15. November 1890 in Augsburg; † 14. Dezember 1949 in München). Aus der Ehe ging der Sohn Kiu Eckstein hervor.
Am 1. Februar 2018 hat der Kommunalausschuss des Münchner Stadtrats den Beschluss gefasst, eine Straße im Neubaugebiet an der Paul-Gerhardt-Allee im 21. Stadtbezirk Pasing-Obermenzing nach Erna Eckstein zu benennen. Als Begründung wurde angeführt: „Erna Eckstein (1890–1949) war Lehrerin und unterrichtete von 1927 bis zu ihrem Tod an der Grotheschule in Pasing. In ihrer Zeit dort hat sie viele Schülerinnen positiv geprägt und während der NS-Zeit, im Rahmen ihrer Möglichkeiten, Gegnerschaft zur verordneten Indoktrination gezeigt.“
Sein schriftlicher Nachlass befindet sich im Deutschen Kunstarchiv im Germanischen Nationalmuseum in Nürnberg.

## Schriften
- Die Schöne Wohnung, München: Bruckmann 1931 u.1934
- Neue Wohnbauten: Ein Querschnitt durch die Wohnarchitektur in Deutschland, München: Bruckmann 1932.
- Künstler über Kunst, Ebenhausen bei München: Langewiesche-Brandt 1938
- Vierzehnheiligen, Berlin: Rembrandt 1939.
- Künstler über Kunst, 3. Auflage, Darmstadt: Stichnote 1954
- (Hrsg.): 50 Jahre Deutscher Werkbund. Frankfurt a. M.: Metzner 1958.
- (Hrsg.): Conrad Fiedler, Schriften über Kunst, Köln: DuMont 1977, ISBN 978-3-7701-0958-6
- Die romanische Architektur, Köln: DuMont 1975, 1977, 1986, ISBN 3-921420-23-7
- Der Stuhl. Funktion, Konstruktion, Form; von der Antike bis zur Gegenwart, München: Keyser 1977, ISBN 3-87405-103-X
- Formgebung des Nützlichen. Marginalien zur Geschichte und Theorie des Design. Düsseldorf: Ed. Marzona 1985, ISBN 3-921-42023-7